# Länsväg 180
Länsväg 180 går mellan Anten (vid väg 190) och Borås. Längd 48 km.

## Sträckning
Anten - Alingsås - Borås
Skyltning norrgående: Från Borås till Alingsås skyltas Alingsås och från Alingsås skyltas Trollhättan.
Skyltning södergående: Från vägens begynnelse vid Anten skyltas Alingsås och efter Alingsås skyltas Borås.
Den ansluter till:
- Länsväg 190
- E20
- Riksväg 42
- Riksväg 41
- Riksväg 27

## Standard

### Sträckan Anten - Alingsås
Relativt smal landsväg utan vägrenar. Vägen förbättras något ungefär i höjd med korsningen med Simmenäsvägen. Den blir därefter något rakare och det finns en separat gång- och cykelbana som går ända in till Alingsås tätort börjar. Vägen går sedan genom de centrala delarna av Alingsås. Den korsar E20 i en rondell med trafikljus. 

### Sträckan Alingsås - Borås
Efter Alingsås tätort höjs vägstandarden avsevärt och vägen blir cirka 13 meter bred med riktiga vägrenar. Hastighetsbegränsningen är på detta avsnitt 80 km/h. Vägen är ganska rak och har små höjdskillnader vilket innebär att det finns relativt goda omkörningsmöjligheter. Detta varar cirka en mil till samhället Lygnared. Från Lygnared till Borås är länsväg 180 smal landsväg hela sträckan med många kurvor och krön. Detta kan sägas vara den sämsta biten av länsväg 180. Hastighetsbegränsningen är 60-70-80 km/h. När man kommer till Borås går vägen genom tätorten på stadsgator fram till en rondell där den ansluter till riksväg 42. Tidigare anslöt den till riksväg 40 i trafikplatsen Brodalsmotet.